# Culicoides fukienensis
Culicoides fukienensis är en tvåvingeart som beskrevs av Chen och Tsai 1962. Culicoides fukienensis ingår i släktet Culicoides och familjen svidknott. Inga underarter finns listade i Catalogue of Life.